# Бошан (Долина Оазе)
Бошан (фр. Beauchamp) је насељено место у Француској у региону Париски регион, у департману Долина Оазе.
По подацима из 2011. године у општини је живело 8713 становника, а густина насељености је износила 2885,1 становника/km².

## Демографија
| 1962. | 1968. | 1975. | 1982. | 1990. | 2011. |
| ----- | ----- | ----- | ----- | ----- | ----- |
| 5.662 | 6.324 | 7.798 | 8.319 | 8.934 | 8.713 |